# Luigi Lucheni

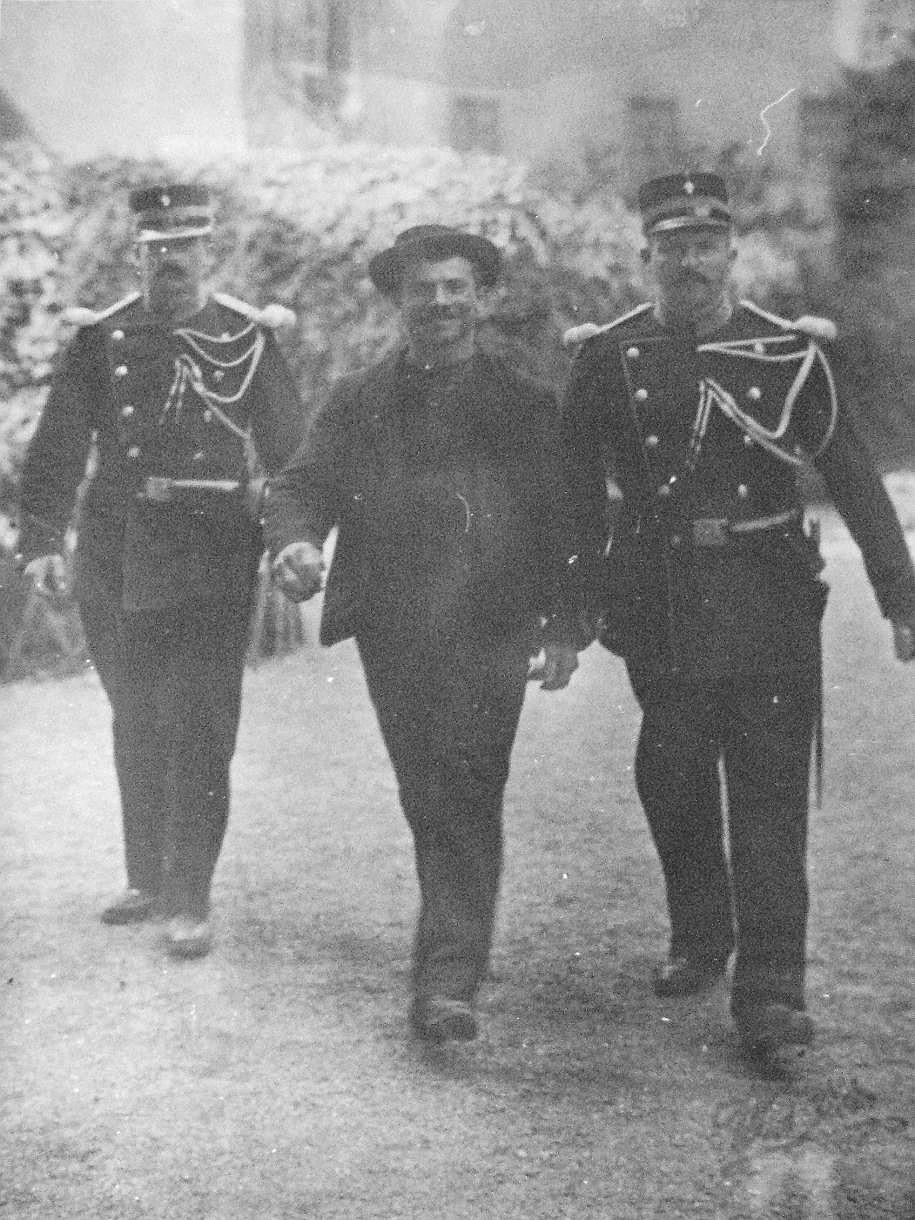
Luigi Lucheni és conduït per uns policies a un interrogatori

Luigi Lucheni (22 d'abril de 1873 a París-19 d'octubre de 1910 a Ginebra), sovint mal escrit com a Luigi Luccheni o Louis Lucheni, fou un anarquista italià i un magnicida.
Va néixer a París, fill d'una treballadora italiana soltera. Es crià en un orfenat i en diferents famílies que, segons sembla, només tenien interès en ell per augmentar els seus ingressos. Des dels deu anys, hagué de treballar durament i després d'una llarga recerca trobà feina temporal en obres de Suïssa. El 1896, s'enrolà en la cavalleria italiana en la campanya d'Abissínia, on fou distingit amb uns quants galons. L'esperat ascens a la vida civil, emperò, no es produí després de la seva reeixida carrera militar.
La pobresa de les classes baixes de la societat i la seva vida, sostinguda amb el mínim necessari per a sobreviure, li provocaren un sentiment d'odi cap a les classes altes creixent. S'inicià, aleshores, en l'anarquisme i en l'estudi de les obres dels seus teòrics. Quan el rei d'Itàlia Humbert I sufocà de manera sagnant una revolta d'obrers a Milà el maig de 1898, Luigi Lucheni jurà venjança i planejà diversos atemptats, tot i no tenir diners per a viatjar cap a Itàlia.
A causa d'un anunci del Ministeri d'Assumptes Exteriors de Ginebra i dels rumors, s'atreví a presentar-se a la visita de l'emperadriu Elisabet de Baviera ("Sissí"). Esperà pacientment tot el 10 de setembre de l'any 1898 davant de l'hotel de luxe de Ginebra Beau Rivage. Quan Sissí era, juntament amb la seva criada, camí cap a un vaixell de vapor que es trobava al llac Leman, Lucheni l'apunyalà amb una llima triangular. Això li causà petites ferides, que en un primer moment van passar desapercebudes i va semblar que havia estat una bretolada. L'emperadriu es va morir després de diversos desmais aquell mateix migdia. Lucheni havia assolit el seu objectiu, que era assassinar un membre de l'aristocràcia i impactar l'opinió pública.
Pocs minuts després de l'atemptat, Lucheni fou pres pels vianants i lliurat a la policia. Es reconegué de seguida com a l'autor de l'atemptat i fins i tot se'n vantà. Quan, prop de les 14:50, s'anuncià la mort de l'emperadriu, Lucheni cregué haver assolit triomfalment el seu objectiu.
El 10 de novembre va ser condemnat a cadena perpètua per assassinat amb premeditació i traïdoria. Lucheni mateix havia exigit la pena de mort, per tal de tenir un últim moment de protagonisme sota la guillotina i engrandir, d'aquest manera, la llista de màrtirs del moviment anarquista. Per això, Lucheni també reclamà una extradició a Itàlia, ja que la pena de mort al cantó de Ginebra estava gairebé abolida. No va rebre mai resposta a la seva petició. El 19 d'octubre de l'any 1910 es penjà a la seva cel·la amb un cinturó.